# 1930 en musique
| \| • Retour à la chronologie générale de la musique populaire • \| |
| XXIe siècle • XXe siècle • XIXe siècle • XVIIIe siècle XVIIe siècle • XVIe siècle • XVe siècle • XIVe siècle XIIIe siècle • XIIe siècle • XIe siècle • Xe siècle IXe siècle • VIIIe siècle • Haut Moyen Âge • Rome • Grèce |
| • Retour à la chronologie générale de la musique populaire • |

| • Retour à la chronologie générale de la musique populaire • |

| Années de la musique populaire : 1927 - 1928 - 1929 - 1930 - 1931 - 1932 - 1933    |
| Décennies de la musique populaire : 1900 - 1910 - 1920 - 1930 - 1940 - 1950 - 1960 |

Cet article présente les faits marquants de l'année 1930 en musique.

## Évènements
- Erection du Brill Building, immeuble localisé au 1619 Broadway à New York, au nord de Times Square.
- 4 février : les Robinson's Knights Of Rest chantent Rocking and Rolling[1].
- 17 février : les Mississippi Sheiks enregistrent Sitting on Top of the World[2].
- Février : les orchestres de Jack Hylton et Bert Ambrose enregistrent tous deux Body and Soul. La chanson est interprétée à Broadway par Libby Holman dans la revue Three's a Crowd. L'orchestre de Paul Whiteman l'enregistre fin août[3].
- 30 avril : Blind Willie Johnson enregistre John the Revelator.
- 13 mai : Sleepy John Estes enregistre Milk Cow Blues[4].
- 17 mai : premiers enregistrements de Kokomo Arnold avec Paddlin' Blues et Rainy Night Blues.
- 26 mai : premiers enregistrements de Bukka White avec The Promise True And Grand et I Am In The Heavenly Way
- 28 mai : Son House enregistre plusieurs morceaux à Grafton, Wisconsin, pour Paramount, dont My Black Mama[5], Preachin’ the Blues[6] et Dry Spell Blues[6].
- 12 juillet : Ray Ventura enregistre le premier disque de jazz vocal français.
- 15 septembre : Hoagy Carmichael enregistre sa chanson Georgia on My Mind à New York, avec Bix Beiderbecke[7].
- 26 septembre : Joséphine Baker chante J’ai deux amours au Casino de Paris.
- 14 octobre : Ethel Merman  enregistre I Got Rhythm de George et Ira Gershwin, chanson qu'elle interprète à Broadway dans la comédie musicale Girl Crazy[3].
- 25-28 octobre : Bing Crosby enregistre Brother, Can You Spare a Dime?[8].
- 17 décembre : Lucille Bogan enregistre Black Angel Blues pour Brunswick.
- Lucienne Boyer chante Parlez-moi d'amour.

## Naissances
- 12 janvier : Gerhard Rühm, compositeur autrichien.
- 22 mars : Stephen Sondheim, auteur-compositeur américain de comédies musicales († 26 novembre 2021).
- 9 juin : Barbara, chanteuse française († 24 novembre 1997).
- 16 juillet : Guy Béart, chanteur français († 16 septembre 2015).
- 15 août : Jackie Brenston, chanteur américain de rhythm and blues et rock 'n' roll († 15 décembre 1979).
- 23 septembre : Ray Charles, chanteur et pianiste américain de jazz, de rhythm and blues, de soul music. († 10 juin 2004).
- 26 décembre : Jean Ferrat, chanteur français († 13 mars 2010).